# Anne Scott, 1.ª Duquesa de Buccleuch
Anne Scott, 1.° Duquesa de Buccleuch (Dundee, 11 de fevereiro de 1651 — Palácio de Dalkeith, 6 de fevereiro de 1732) foi uma aristocrata escocesa. Ela herdou o título suo jure 4.° condessa de Buccleuch como sucessora de sua irmã, e posteriormente, foi criado para ela o título de duquesa de Buccleuch. Além disso, foi duquesa de Monmouth pelo seu primeiro casamento com Jaime Scott, 1.º Duque de Monmouth.

## Família
Anne foi a segunda filha, terceira e última criança nascida do conde Francis Scott, 2.° Conde de Buccleuch e de Margaret Leslie, de quem foi o segundo marido. Os seus avós paternos eram Walter Scott, 1.° Conde de Buccleuch e Mary Hay. Os seus avós maternos eram John Leslie, 6.° Conde de Rothes e Anne Erskine.
Ela teve dois irmãos: Mary Scott, 3.ª Condessa de Buccleuch, esposa de Walter Scott, Conde de Tarras, e Walter Scott, Senhor Scott, que morreu jovem.
Também teve dois meio-irmãos do primeiro casamento de sua mãe com Alexander Leslie, Senhor Balgonie, que eram: Catharine, esposa de George Melville, 1.° Conde de Melville, e Alexander Leslie, 2.° Conde de Leven, marido de Margaret Howard. 
Do terceiro casamento de Margaret Leslie, Anne foi meia-irmã de Margaret Wemyss, Condessa de Wemyss, esposa de Sir James Wemyss, Senhor Burntisland.

## Biografia
Anne foi batizada em 18 de fevereiro de 1651, na cidade de Dundee, na Escócia. Após a morte de seu pai, em 1651, sua mãe, Margaret, casou-se com David Wemyss, 2.° Conde de Wemyss. Ela e sua irmã, Mary, foram criadas no Castelo de Wemyss, em Fife.
Com a morte de sua irmã, em 12 de março de 1661, ela sucedeu aos títulos de 5.° senhora Scott de Buccleuch, 4.° senhora Scott de Quhitchester e Eskdaill, e 4.° condessa de Buccleuch.
Em 20 de abril de 1663, aos doze anos de idade, Anne casou-se com Jaime Scott, de quatorze anos, na casa do conde de Wemyss, em Londres, na Inglaterra. Ele era o filho ilegítimo do rei Carlos II de Inglaterra e de Lucy Walter.
Em 1663, Anne e Jaime foram criados duque e duquesa de Buccleuch. Anne era uma mulher talentosa, e que comportava-se adequadamente numa corte libertina, segundo Dryden.
O casamento não foi feliz, devido a infidelidade do duque, além de sua incompetência na área política. Quando ele fugiu para a França em 1681, a duquesa Anne desassociou-se das ações públicos do marido.
O casal teve seis filhos, quatro meninos e duas meninas. 
Em 15 de julho de 1685, James foi executado devido ao fracasso da Rebelião de Monmouth, numa tentativa de depor o seu tio, o rei Jaime II de Inglaterra. A duquesa voluntariamente acompanhou seus filhos até a Torre de Londres.
Quase três anos depois, Anne casou-se com Charles Cornwallis, 3.° Barão Cornwallis de Eye, no dia 6 de maio de 1688, na Igreja de St Martin-in-the-Fields, em Londres. O barão era filho de Charles Cornwallis, 2.° Barão Cornwallis de Eye e de Margaret Playsted.
Eles tiveram uma filha, Isabella.
O seu segundo marido faleceu em 29 de abril de 1698, deixando-a viúva pela segunda vez. Porém, Anne não se casou novamente.
A duquesa faleceu no dia 6 de fevereiro de 1732, no Palácio de Dalkeith, onde foi enterrada.

## Descendência

### Primeiro casamento
- Charlotte Scott (m. 5 de setembro de 1683), enterrada em Leadwell, em Oxfordshire;
- Charles Scott, Conde de Doncaster (24 de agosto de 1672 – 9 de fevereiro de 1673/74), enterrado na Abadia de Westminster;
- James Scott, Conde de Dalkeith (23 de maio de 1674 – 14 de março de 1704/05), foi marido de Henrietta Hyde, com quem teve um filho;
- Anne Scott (17 de fevereiro de 1675 – 13 de agosto de 1685);
- Henry Scott, 1.° Conde de Deloraine (1676 – 25 de dezembro de 1730), sua primeira esposa foi Ann Duncombe, com quem teve três filhos, e depois foi marido de Mary Howard, com quem teve duas filhas;
- Francis Scott (1678 – 1679).

### Segundo casamento
- Isabella Cornwallis (m. 18 de fevereiro de 1748), não se casou e nem teve filhos.